# Spiraea sheikhii
Spiraea sheikhii är en rosväxtart som beskrevs av Rasoul Zare. Spiraea sheikhii ingår i släktet spireor, och familjen rosväxter. Inga underarter finns listade i Catalogue of Life.